# Кари Куун
Кари Александра Куун (на английски: Carrie Alexandra Coon) е американска актриса.

## Биография
Родена е на 24 януари 1981 г. в Копли, Охайо. През 2003 г. завършва Маунтюниънския университет, а през 2006 г. получава магистратура по актьорско майсторство в Уисконсинския университет, след което работи в театъра, а по-късно и в телевизията и киното. Участва във филми като „Не казвай сбогом“ („Gone Girl“, 2014), „Останалите“ („The Leftovers“, 2014 – 2017), „Вестник на властта“ („The Post“, 2017), „Отмъстителите: Война без край“ („Avengers: Infinity War“, 2018).

## Избрана филмография
- „Не казвай сбогом“ („Gone Girl“, 2014)
- „Останалите“ („The Leftovers“, 2014 – 2017)
- „Фарго“ („Fargo“, 2014-...
- „Вестник на властта“ („The Post“, 2017)
- „Отмъстителите: Война без край“ („Avengers: Infinity War“, 2018)